# Clara Guerra
Clara Guerra (* 1. Oktober 1998 in Verona) ist eine italienische Ruderin. Sie wurde Vizeweltmeisterin im Leichtgewichts-Einer bei den Weltmeisterschaften 2018.

## Karriere
Clara Guerra begann 2010 mit dem Rudersport. 2014 gab sie ihr internationales Debüt bei den Junioren-Weltmeisterschaften in Hamburg, wo sie im Achter den vierten Platz belegte. Ein Jahr später gewann sie die Silbermedaille im Achter bei der Junioren-Europameisterschaft 2015. Bei den anschließenden Junioren-Weltmeisterschaften belegte sie mit Giovanna Schettino, Nicoletta Bartalesi und Sarah Caverni den fünften Platz im Vierer ohne Steuerfrau. 2016 startete sie im Doppelvierer bei den Junioren-Europameisterschaften. Zusammen mit Nicoletta Bartalesi, Sara Monte und Giorgia Pelacchi gewann sie die Bronzemedaille hinter den Booten aus Deutschland und Rumänien. Im August gewann sie den Titel im Einer bei der Junioren-Weltmeisterschaft in Rotterdam.
2017 ging sie bei den Europameisterschaften im Leichtgewichts-Einer an den Start. Mit dem dritten Platz im Halbfinale konnte sie sich für das A-Finale qualifizieren, wo sie den fünften Platz belegte. Anschließend gab sie in Luzern ihre Premiere im Ruder-Weltcup. Beim dritten Weltcup der Saison gewann sie das C-Finale und schloss den Wettbewerb so auf dem 13. Platz ab. Bei den U23-Weltmeisterschaften gewann sie die Silbermedaille im Leichtgewichts-Einer hinter Marieke Keijser.
Bei der Weltmeisterschaft verpasste sie es mit dem fünften Platz im Halbfinale, sich für das A-Finale zu qualifizieren. Im B-Finale belegte sie den zweiten Platz, was in der Endabrechnung Platz acht bedeutete. Beim zweiten Weltcup der Saison 2018 in Linz/Ottensheim gewann sie die Bronzemedaille im Leichtgewichts-Einer. Auch bei der U23-Weltmeisterschaft konnte sie hinter Imogen Grant und Vera Spanke die Bronzemedaille im Leichtgewichts-Einer gewinnen, nachdem sie sich im Fotofinish gegen Wallis Russell durchsetzte. Bei den Europameisterschaften in Glasgow gewann sie ebenfalls die Bronzemedaille im Leichtgewichts-Einer hinter Alena Furman und Laura Tarantola. Im September gewann sie die Silbermedaille im Leichtgewichts-Einer bei der Weltmeisterschaft in Plowdiw 17/100 Sekunden hinter Laura Tarantola.
Zur neuen Saison wechselte sie in die offene Gewichtsklasse und startete im Einer bei den Europameisterschaften. Sie belegte den dritten Platz im C-Finale und beendete den Wettkampf damit auf dem 15. Platz. Bei den U23-Weltmeisterschaften gewann sie dieses Jahr erneut die Bronzemedaille im Einer, dieses Mal aber in der offenen Gewichtsklasse. Im Doppelvierer mit Ludovica Serafini, Silvia Terrazzi und Chiara Ondoli belegte sie den zweiten Platz im B-Finale bei den Weltmeisterschaften in Linz/Ottensheim. In der Endabrechnung bedeutete das Platz acht und damit den letzten Qualifikationsplatz für die Olympischen Spiele in Tokio. Nachdem 2020 der Großteil der Saison abgesagt wurde, gewann sie mit Alessandra Montesano die Silbermedaille im Doppelzweier bei den U23-Europameisterschaften hinter den Rumäninnen. Im Oktober belegte sie bei den Europameisterschaften mit Ludovica Serafini, Valentina Iseppi und Alessandra Montesano den fünften Platz im Doppelvierer. 2021 trat sie bei der Europameisterschaft im heimischen Varese wieder im Doppelvierer an. In der neu formierten Mannschaft qualifizierte sie sich zusammen mit Alessandra Montesano, Veronica Lisi und Stefania Gobbi für das A-Finale, wo sie dann als fünfte über die Ziellinie fuhren.

## Internationale Erfolge
- 2014: 4. Platz Junioren-Weltmeisterschaften im Achter
- 2015: Silbermedaille Junioren-Europameisterschaften im Achter
- 2015: 5. Platz Junioren-Weltmeisterschaften im Vierer ohne Steuerfrau
- 2016: Bronzemedaille Junioren-Europameisterschaften im Doppelvierer
- 2016: Goldmedaille Junioren-Weltmeisterschaften im Einer
- 2017: 5. Platz Europameisterschaften im Leichtgewichts-Einer
- 2017: Silbermedaille U23-Weltmeisterschaften im Leichtgewichts-Einer
- 2017: 8. Platz Weltmeisterschaften im Leichtgewichts-Einer
- 2018: Bronzemedaille U23-Weltmeisterschaften im Leichtgewichts-Einer
- 2018: Bronzemedaille Europameisterschaften im Leichtgewichts-Einer
- 2018: Silbermedaille Weltmeisterschaften im Leichtgewichts-Einer
- 2019: 15. Platz Europameisterschaften im Einer
- 2019: Bronzemedaille U23-Weltmeisterschaften im Einer
- 2019: 8. Platz Weltmeisterschaften im Doppelvierer
- 2020: Silbermedaille U23-Europameisterschaften im Doppelzweier
- 2020: 5. Platz Europameisterschaften im Doppelvierer
- 2021: 5. Platz Europameisterschaften im Doppelvierer
- 2022: 5. Platz Europameisterschaften im Doppelvierer
- 2022: 8. Platz Weltmeisterschaften im Doppelvierer
- 2023: 8. Platz Europameisterschaften im Doppelzweier
- 2023: 20. Platz Weltmeisterschaften im Einer
- 2024: 7. Platz Europameisterschaften im Doppelvierer
- 2024: 11. Platz Olympische Spiele im Doppelzweier